# Referendum in Slovenia del 2021
Il referendum in Slovenia del 2021 è stato una consultazione referendaria svoltasi l'11 luglio 2021 per approvare una serie di emendamenti alla legge sulle acque. Secondo gli ambientalisti e gli esperti del settore, le disposizioni di legge avrebbero effetti dannosi sull'ambiente e sull'acqua pulita. Con una delle più alte affluenze nella storia recente, la legge è stata respinta in modo schiacciante dagli elettori.

## Contesto

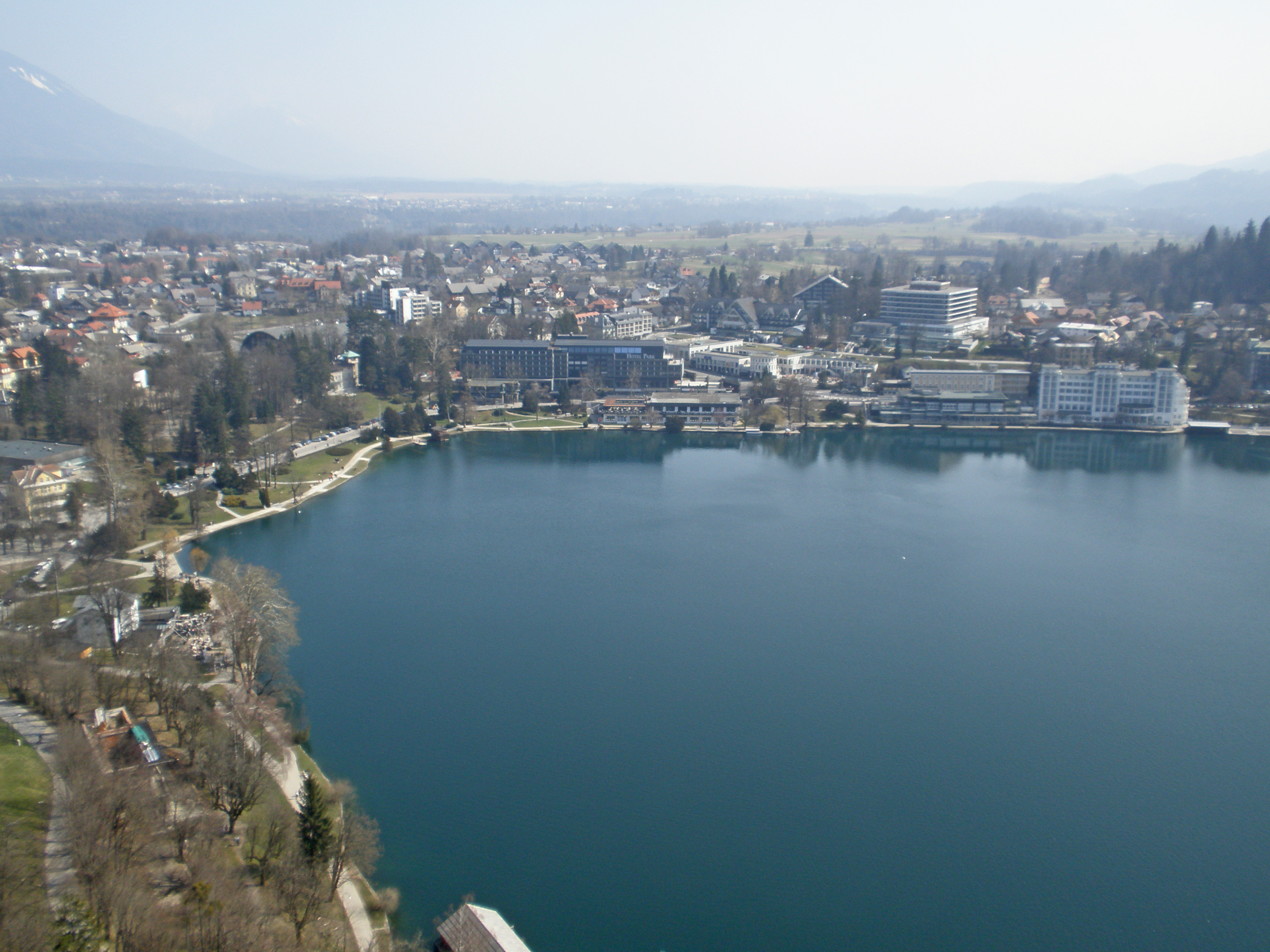
Insediamenti turistici sulle rive del lago di Bled

La Slovenia è stato il secondo paese dell'Unione europea, dopo la Slovacchia, ad aver incluso il diritto all'acqua nella sua costituzione: il 17 novembre 2016 infatti questo diritto è stato sancito nella sua legge fondamentale, rendendo così l'acqua un bene pubblico, vietandone la sua commercializzazione.
Nel marzo 2021, l'Assemblea nazionale approvò la modifica della legge sulle acque, nonostante le forti critiche degli esperti e della società civile. Mentre il ministero sloveno dell'ambiente e della pianificazione territoriale affermava che le disposizioni della legge sulle acque vietavano la costruzione di impianti industriali ed edifici privati sulle rive di fiumi e laghi, gli attivisti ambientalisti hanno invece sostenuto che le modifiche al 37° paragrafo della legge sulle acque avrebbero allentato le regole, consentendo la costruzione di alberghi e centri commerciali nelle zone costiere e sulle rive di fiumi e laghi, inquinando le fonti di acqua potabile.
In base all'articolo 90 della Costituzione della Slovenia, 40.000 elettori possono richiedere all'Assemblea nazionale di indire un referendum per respingere una legge approvata dall'Assemblea medesima. La legge è respinta se la maggioranza degli elettori che hanno espresso voti validi esprime parere contrario, a condizione che almeno un quinto di tutti gli elettori qualificati abbia votato contro la legge. Un minimo del 20% degli elettori (circa 343.000 elettori di circa 1,7 milioni di elettori registrati) è tenuto a esprimere un voto "no" valido affinché il referendum sia valido per respingere la legge impugnata.
A seguito delle modifiche alla legge sull'acqua, le organizzazioni ambientaliste hanno raccolto 52.230 firme per chiedere l'indizione del referendum, superando le 40.000 firme necessarie per imporre un referendum sulla legge. Il referendum era previsto per l'11 luglio 2021.
Nella campagna referendaria, entrambe le parti hanno affermato di voler proteggere l'acqua pulita. Andrej Vizjak, ministro dell'Ambiente e dell'assetto del territorio, ha sostenuto che la legge vietava la costruzione di fabbriche e case private sulle rive, disposizione già contenuta nella normativa vigente; la nuova legge avrebbe migliorerato anche la gestione e la prevenzione delle inondazioni. Questa posizione è stata sostenuta dai partiti di governo, Partito Democratico Sloveno, Nuova Slovenia e Partito del Centro Moderno.
Dall'altra parte, i gruppi ambientalisti e della società civile riuniti nel "Movimento per l'acqua potabile" (Gibanje za pitno vodo) hanno individuato diverse scappatoie legali che avrebbero invece consentito effettivamente la costruzione di strutture sulle rive, inclusi ristoranti e alberghi, che avrebbero potuto impedire l'accesso alle rive per il pubblico in generale, aumendo i rischi di alluvione e dannendo l'approvvigionamento idrico. Gli oppositori alla legge includevano esperti in gestione dell'acqua, partiti politici di opposizione, nonché organizzazioni di ricerca, la Facoltà di ingegneria civile dell'Università di Lubiana e l'Accademia slovena delle scienze e delle arti. Gli oppositori della legge hanno affermato che l'opuscolo che i partiti di governo hanno inviato ai cittadini era pieno di inesattezze e mirava a confondere le persone. Il difensore civico nazionale ha avvertito che la legge è stata approvata troppo velocemente e senza il coinvolgimento di esperti, il che ha impedito al pubblico di essere coinvolto nella stesura della legge.

## Risultati
Il voto anticipato è iniziato il 6 luglio. Oltre 54 000 persone (3,21%) hanno votato in anticipo, con lunghe code segnalate davanti ai seggi. Le iniziative civili hanno avvertito di diversi problemi nel processo di voto. Il portale per la registrazione elettronica degli elettori era spesso non disponibile e diversi elettori residenti all'estero hanno riferito di non aver ricevuto le loro schede per posta o che le schede contenevano errori o erano addirittura vuote. Gli anziani che vivono nelle case di riposo si sono lamentati di aver ricevuto istruzioni per il voto per posta solo poche ore prima della scadenza. Per questo motivo, il sindacato dei tassisti ha offerto agli anziani il trasporto gratuito per i seggi elettorali di Lubiana, Maribor e Capodistria.
L'affluenza alle urne è stata superiore al 46% e la legge sulle acque è stata respinta in modo schiacciante con oltre l'86% dei voti contrari. Questa è stata la seconda più alta affluenza al referendum per l'abrogazione di una legge, solo dietro al referendum sulle privatizzazioni del 2007 (58%), che si tenne però insieme al ballottaggio delle elezioni presidenziali.
Nelle reazioni dopo l'annuncio dei risultati, Igor Zorčič, presidente dell'assemblea nazionale, ha dichiarato che il risultato ha mostrato che il pubblico non ha sostenuto né la legge né il governo Janša in generale. Tanja Fajon, la leader dei socialdemocratici all'opposizione, ha dichiarato di considerare seriamente un altro voto di sfiducia all'Assemblea. Nella sua reazione, Vizjak ha detto all'emittente pubblica TV Slovenia che il referendum è stato utilizzato in modo improprio e gli obiettivi del governo sono stati male interpretati, nonché che il voto contro la legge sulle acque era anche un voto contro il governo, ma la posizione del Partito Democratico Sloveno era che aveva bisogno di dimettersi. Gli altri due partiti di governo non hanno commentato immediatamente i risultati. Nika Kovač del gruppo Istituto 8 marzo che ha sostenuto la campagna contro i cambiamenti ha dichiarato che "è stato dimostrato che la Slovenia è la patria di persone compassionevoli e tolleranti che si aiutano a vicenda e combattono per il bene pubblico e per la natura". L'analista politico Andraž Zorko ha interpretato i risultati come un'espressione di insoddisfazione pubblica nei confronti del governo e ha affermato che il governo ora manca di legittimità. Un'elevata affluenza alle urne è stata vista anche come il risultato del coinvolgimento degli elettori più giovani poiché la legge sulle acque ha affrontato diverse questioni ambientali.
| Preferenza                              | Voti      | %       |
| --------------------------------------- | --------- | ------- |
| Sì                                      | 104 312   | 13,25%  |
| No                                      | 682 760   | 86,75%  |
| bianche/nulle                           | 1 896     | –       |
| Totale                                  | 788 968   | 100,00% |
| Elettori registrati/affluenza           | 1 698 642 | 46,46%  |
| Fonte: Commissione elettorale nazionale |           |         |